# Arturo Alessandri Rodríguez

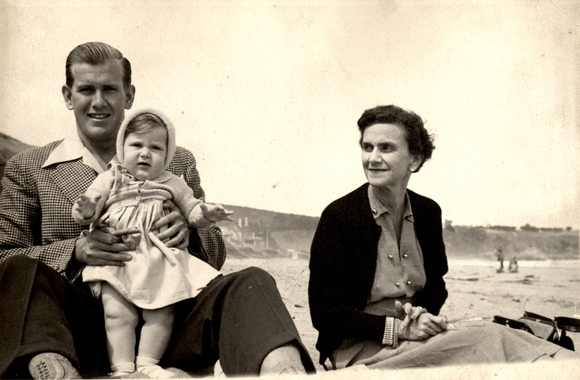
Su esposa Raquel Besa junto a su hijo Arturo y a su nieta Patricia.

Arturo Alessandri Rodríguez (Santiago de Chile, 8 de mayo de 1895-Nueva York, 13 de febrero de 1970) fue un abogado, académico y civilsta chileno, considerado una de las figuras más influyentes del derecho civil en Latinoamérica. Se desempeñó como decano de la Facultad de Derecho de la Universidad de Chile y sus obras, como Teoría de las obligaciones y De la responsabilidad extracontractual, son referencias fundamentales en la doctrina civilista tanto de Chile como de Latinoamérica.

## Biografía
Primogénito del presidente de Chile Arturo Alessandri Palma y de Rosa Ester Rodríguez Velasco, tuvo otros ocho hermanos, entre ellos Jorge y Fernando. 
Realizó sus estudios primarios y secundarios en el Instituto Nacional. Ingresó a la Facultad de Derecho de la Universidad de Chile, titulándose en 1917 con la memoria De la compraventa y de la promesa de venta.

### Matrimonio e hijo
Estuvo casado con Raquel Besa Montt y fue padre de Arturo Alessandri Besa.

## Vida pública
En 1919 ingresó al cuerpo académico de la Universidad mediante concurso. Fue decano de la Facultad de Derecho de la Universidad de Chile en dos periodos: 1924-1927 y 1933-1943. Bajo su administración, se construyó el edificio que actualmente ocupa la Facultad en calle Pío Nono.
Está considerado uno de los civilistas más importantes de Chile y Latinoamérica debido a las numerosas obras que publicó, entre las que se cuentan su memoria de prueba de 1917, De la compraventa y de la promesa de venta, y sus publicaciones posteriores: Teoría de las obligaciones, Derecho civil: De los contratos, De la responsabilidad extracontractual en el derecho civil chileno, entre otras. 
Compitió con Juan Gómez Millas por la rectoría de la Universidad de Chile en 1953. Perdió por 285 contra 247 votos.
Amante de la ópera, murió en Nueva York, en la temporada del Metropolitan Opera House, en febrero de 1970.

## Obras
- (1917) De la compra venta i de la promesa de venta, Imprenta Litografía Barcelona.
- (1932-1939) Curso de derecho civil, 5 tomos.
- (1934) De la responsabilidad extracontractual en el derecho civil chileno.
- (1935) Tratado práctico de las capitulaciones matrimoniales, de la sociedad conyugal y de los bienes reservados de la mujer casada, Imprenta Universitaria, 869 páginas.
- (1940) Tratado práctico de la capacidad de la mujer separada de bienes.
- (1943) De la responsabilidad extracontractual en el derecho civil chileno, Imprenta Universitaria, 716 páginas.
- (1988) Derecho Civil. 'De los Contratos', Santiago, Chile. Editorial Jurídica EDIAR-CONOSUR. 236 páginas.